# Chlamydopsis bifovaecollis
Chlamydopsis bifovaecollis är en skalbaggsart som först beskrevs av Oke 1923.  Chlamydopsis bifovaecollis ingår i släktet Chlamydopsis och familjen stumpbaggar. Inga underarter finns listade i Catalogue of Life.